# Agathia laetata
Agathia laetata là một loài bướm đêm trong họ Geometridae.

## Hình ảnh

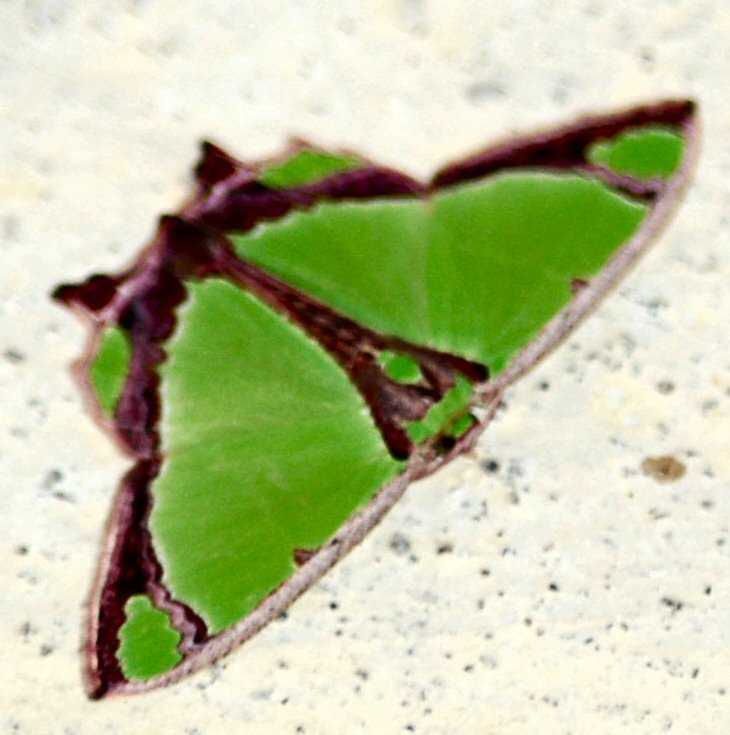